# پارالل کورپوریشن
پارالل کورپوریشن (انگلیسی: Parallels Corporation)شرکت سخت‌افزار آمریکایی است، که در سال ۱۹۹۹ تأسیس شد.